# Cardwellia sublimis
Cardwellia sublimis là một loài thực vật có hoa trong họ Quắn hoa. Loài này được F.Muell. miêu tả khoa học đầu tiên năm 1865.

## Gallery

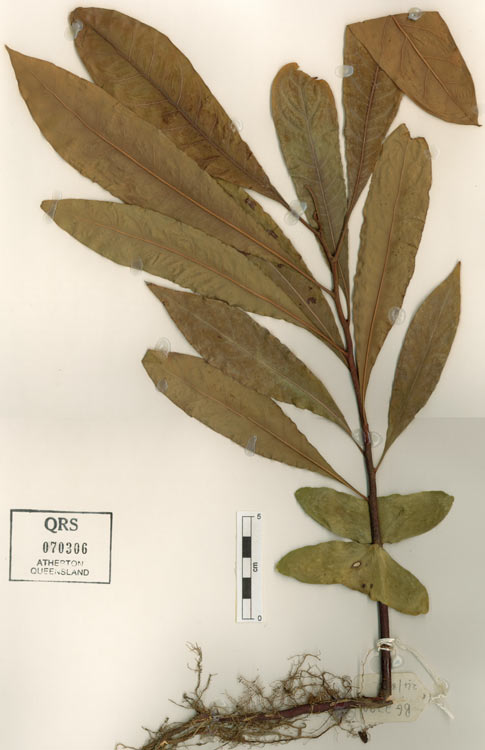
Seedling, with simple leaves and cotyledons still attached
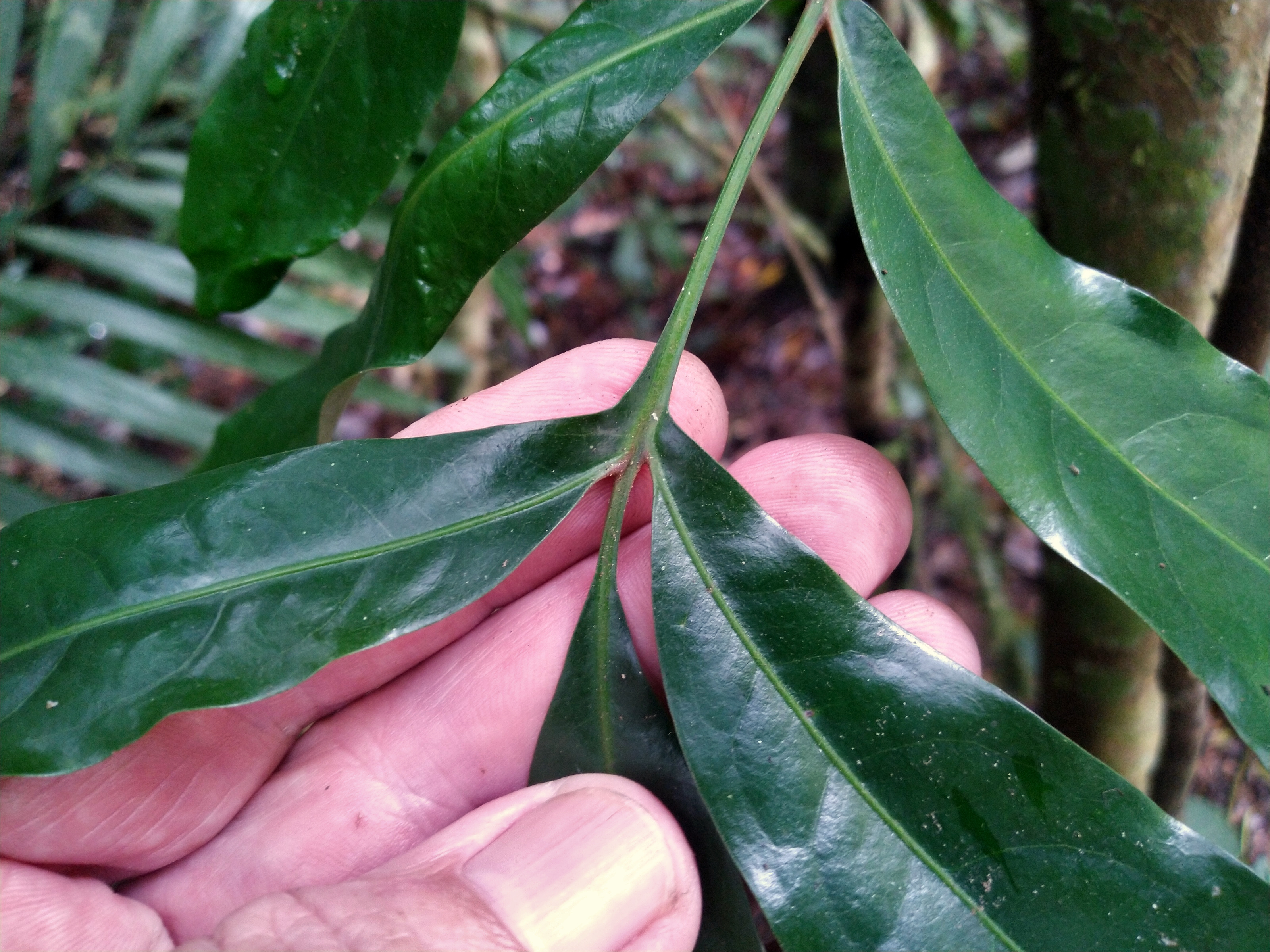
Sapling leaf, showing the intermediate pinnatisect morphology
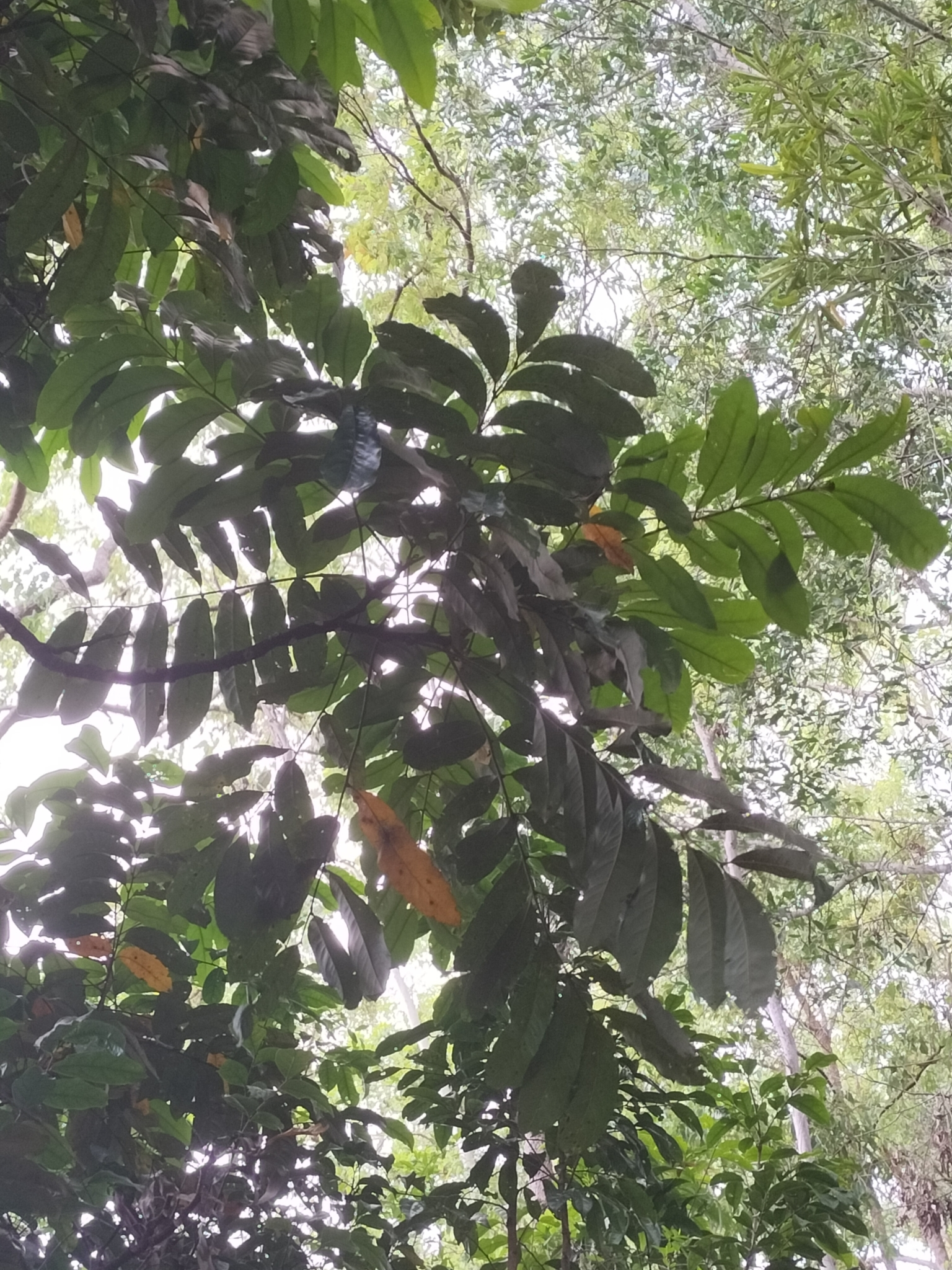
Mature pinnate leaves
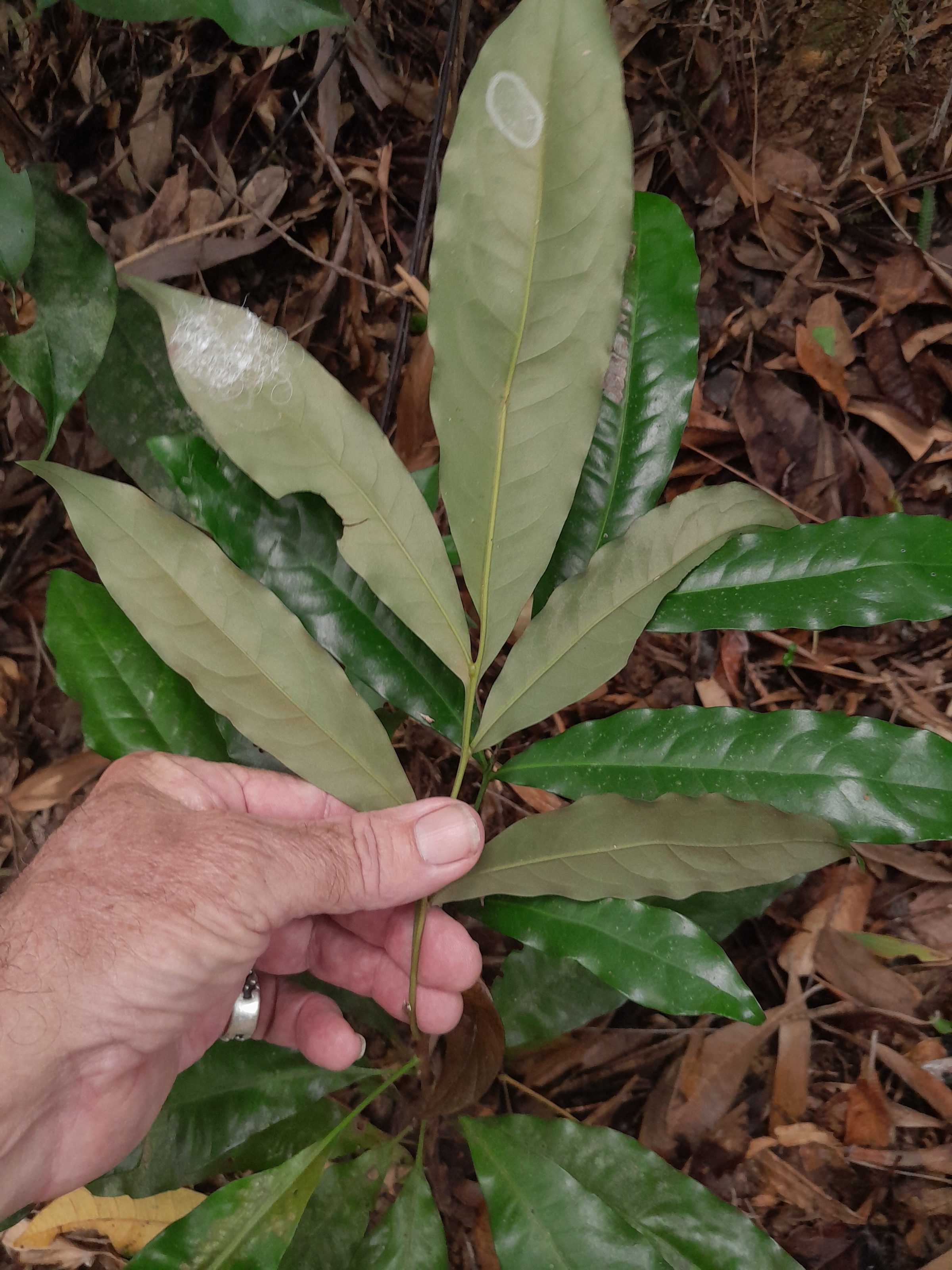
Underside of leaves
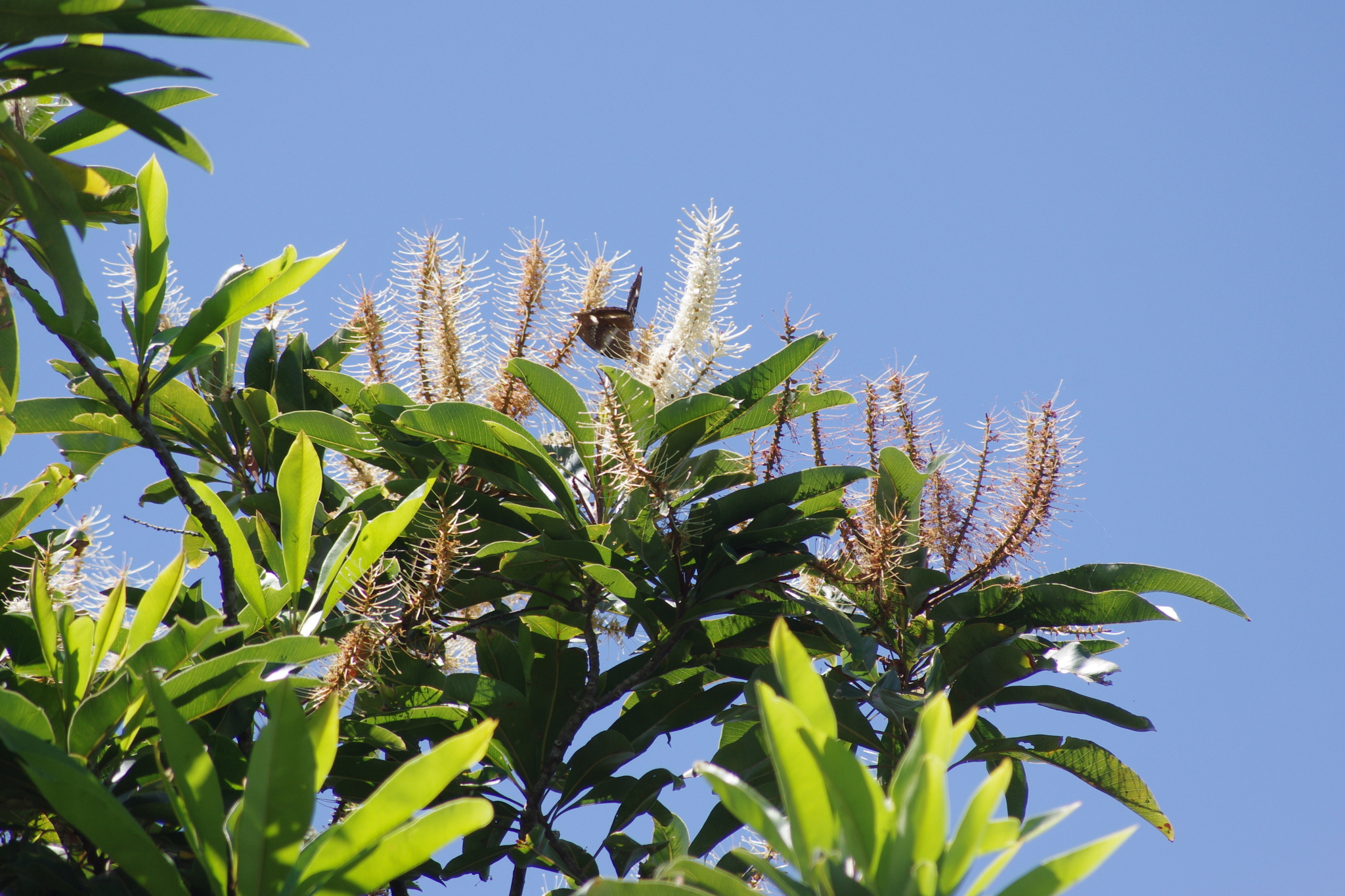
Inflorescences
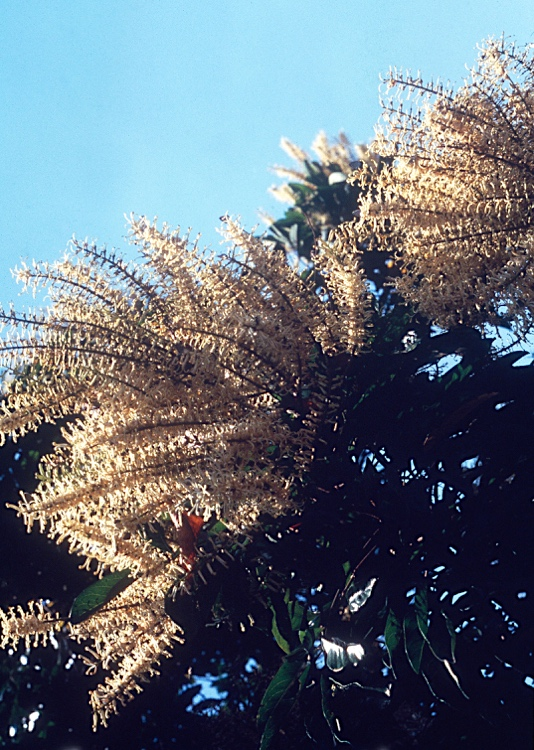
Inflorescences
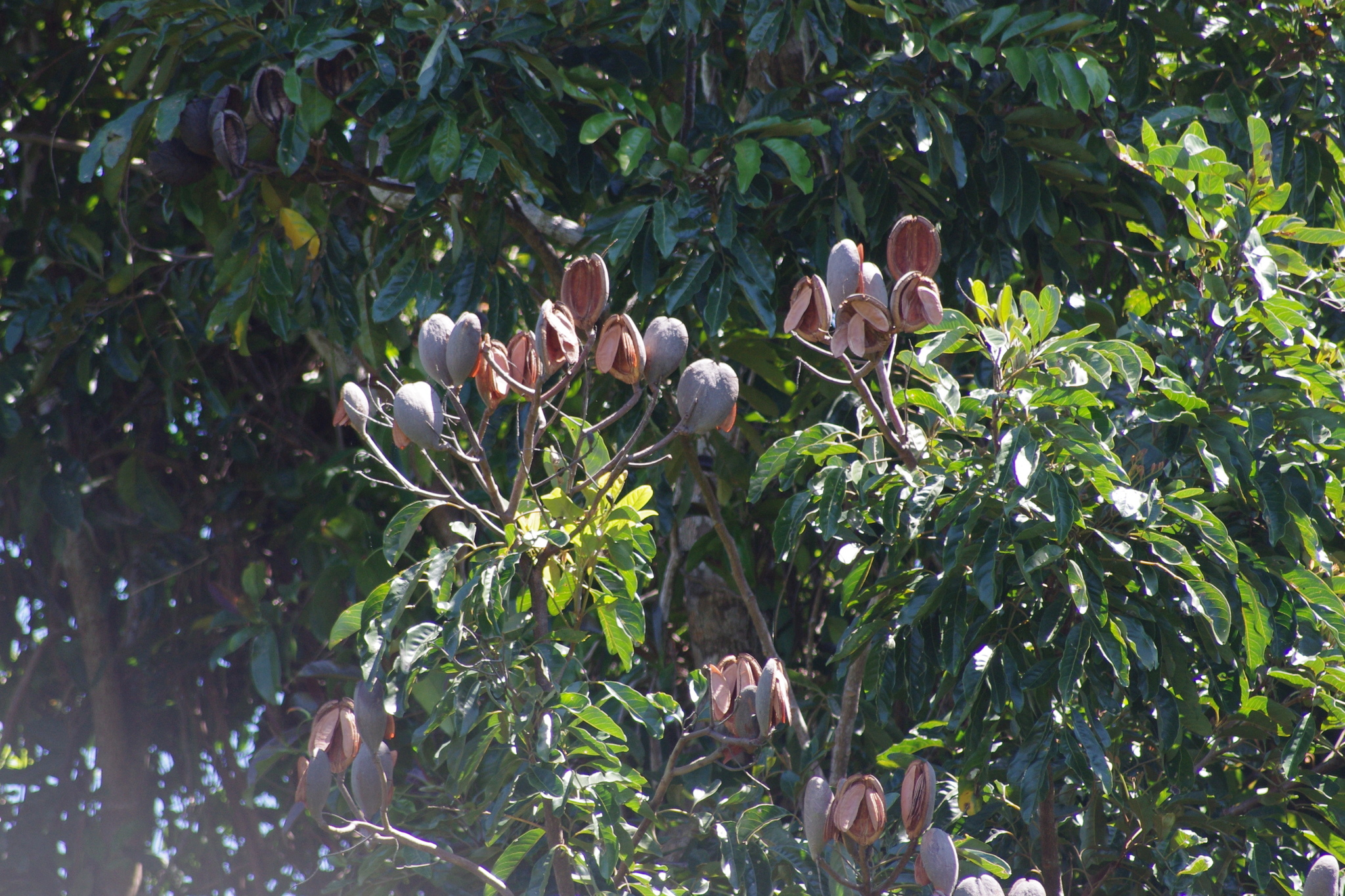
Mature fruit, some with seeds still enclosed
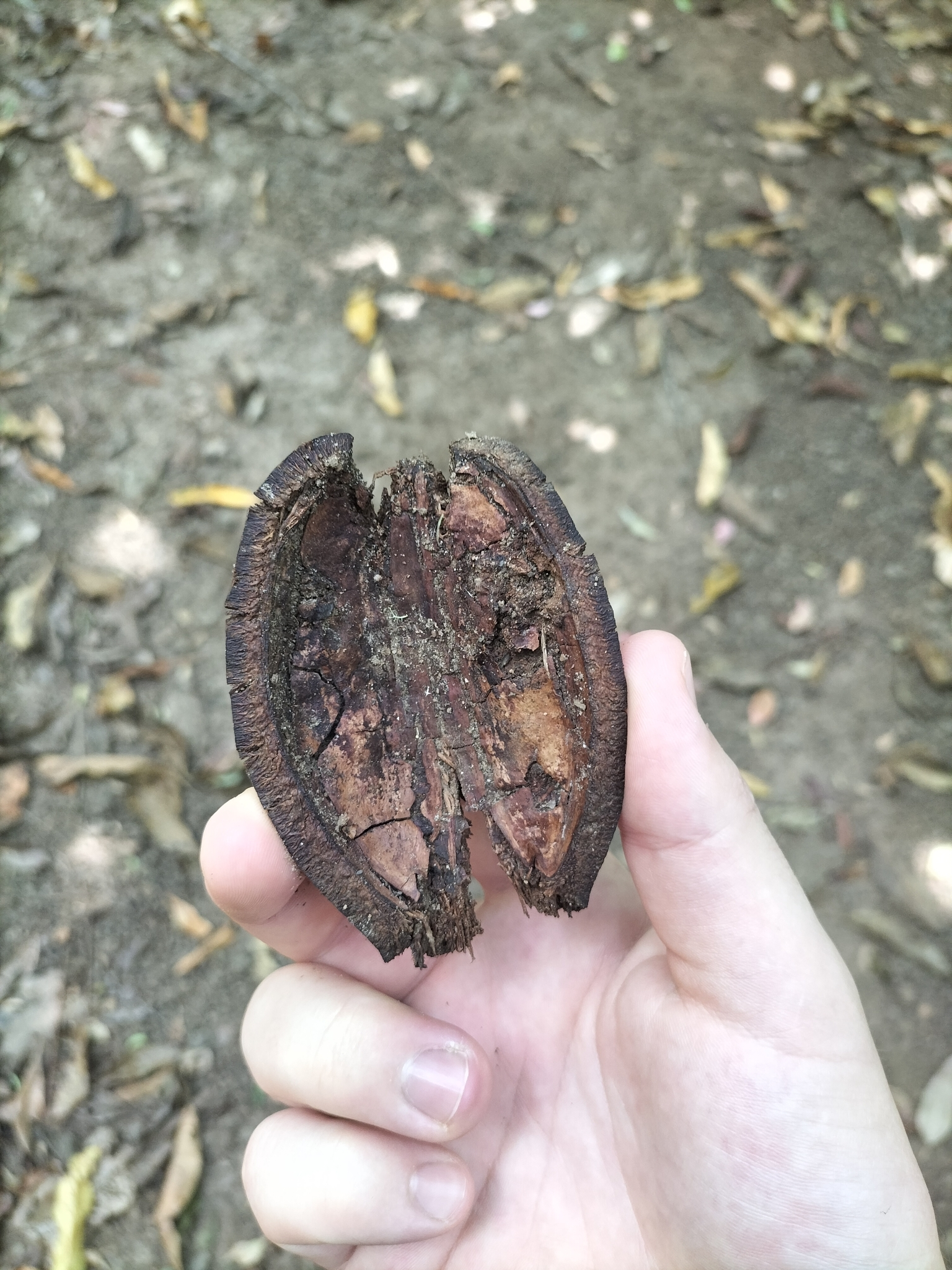
A dehisced fruit found on the ground